# Cabinet Teufel I
Bade-Wurtemberg
Späth IV Teufel II
Le cabinet Teufel I (en allemand : Kabinett Teufel I) est le gouvernement du Land de Bade-Wurtemberg entre le 13 janvier 1991 et le 12 juin 1992, durant la dixième législature du Landtag.

## Coalition et historique
Dirigé par le nouveau ministre-président chrétien-démocrate, Erwin Teufel, ce gouvernement est constitué et soutenu par la seule Union chrétienne-démocrate d'Allemagne (CDU). Elle dispose de 66 députés sur 125 au Landtag, soit 52,8 % des sièges.
Il est formé à la suite de la démission du ministre-président chrétien-démocrate Lothar Späth, au pouvoir depuis août 1978, et succède au cabinet Späth IV, constitué et soutenu par la seule CDU.
À l'occasion des élections régionales du 5 avril 1992, la CDU perd la majorité absolue qu'elle détenait depuis 1972. La percée des Républicains (REP) et la stagnation du Parti libéral-démocrate (FDP) conduisent le parti au pouvoir à former une grande coalition avec le Parti social-démocrate d'Allemagne (SPD), constituant le cabinet Teufel II.

## Composition
- Les nouveaux ministres sont indiqués en gras, ceux ayant changé d'attributions en italique.

| Poste                                                         | Titulaire | Titulaire               | Parti |
| ------------------------------------------------------------- | --------- | ----------------------- | ----- |
| Ministre-président                                            |           | Erwin Teufel            | CDU   |
| Vice-ministre-président Ministre du Milieu rural              |           | Gerhard Weiser          | CDU   |
| Ministre de l'Intérieur                                       |           | Dietmar Schlee          | CDU   |
| Ministre de l'Éducation et des Sports                         |           | Marianne Schultz-Hector | CDU   |
| Ministre de la Science et de la Culture                       |           | Klaus von Trotha        | CDU   |
| Ministre de la Justice                                        |           | Helmut Ohnewald         | CDU   |
| Ministre des Finances                                         |           | Gerhard Mayer-Vorfelder | CDU   |
| Ministre de l'Économie, des Entreprises et de la Technologie  |           | Hermann Schaufler       | CDU   |
| Ministre du Travail, de la Santé, de la Famille et des Femmes |           | Barbara Schäfer         | CDU   |
| Ministre de l'Environnement                                   |           | Erwin Vetter            | CDU   |
| Ministre des Affaires fédérales et européennes                |           | Heinz Eyrich            | CDU   |
| Ministre des Transports                                       |           | Thomas Schäuble         | CDU   |